# Арчі Рено
Арчі Джеймс Біл (англ. Archie James Beale, професійно знаний як Арчі Рено; нар. 22 листопада 1997, Кінгстон-апон-Темс, Велика Британія) — англійський актор. Здобув впізнаваність завдяки ролям в мінісеріалі BBC One «Золотошукач» (2019) і серіалі Netflix «Тінь та кістка» (2021—2023), а також у фільмах 2024 року «Підвищення» і «Чужий: Ромул».

## Молодість й освіта
Народився в Толворті в Кінгстон-апон-Темсі. По материнській лінії має англо-індійське походження. У нього дві сестри та брат. Навчався у місцевій школі для хлопчиків, а потім вступив до театральної школи в Лондоні. Він залишив роботу інженера з кондиціонування повітря заради акторської кар'єри.

## Кар'єра
Спочатку працював моделлю для Topman, Nasir Mazhar, Moss Bros і Men's Fashion Week.
2017 року отримав роль у фільмі-антиутопії «Нуль». 2019 року дебютував на телебаченні з гостьовою роллю в серіалі Amazon Prime «Ганна», а 2018 року отримав головну роль Лео Дея в мінісеріалі BBC One «Золотошукач», який вийшов на екрани 2019 року. Крім того, мав епізодичні ролі у фільмах «Покоління Вояджер» і «Морбіус» від Marvel.
У жовтні 2019 року оголосили, що Рено зіграє Мала Орецева у серіалі Netflix «Тінь і кістка» 2021 року, адаптації серії фантастичних книг «Тінь і кістка» та «Шістка воронів» Лі Бардуґо. 2022 року з'явився у середньовічній комедії Amazon Prime «Кетрін, на прізвисько Пташка» та біографічній драмедії Apple TV+ «Пиво зі смаком дружби». У 2023—2024 роках знявся у фільмах «Інша Зої», «Підвищення» і «Чужий: Ромул».

## Особисте життя
У червні 2020 року Рено оголосив у дописі в Instagram, що він та його дівчина Енні О'Гара чекають дитину. У жовтні 2020 року народилася їхня дочка Айріс.

## Фільмографія
| Рік       |   | Українська назва             | Оригінальна назва          | Роль                              |
| --------- | - | ---------------------------- | -------------------------- | --------------------------------- |
| 2018      | ф |                              | Feline                     | Девід                             |
| 2019      | с | Ганна                        | Hanna                      | Феліціано (Епізод: "Friend")      |
| 2019      | с | Золотошукач                  | Gold Digger                | Лео Дей (6 епізодів)              |
| 2020      | ф | Тіло води                    | Body of Water              | Джеймі                            |
| 2021      | ф | Покоління Вояджер            | Voyagers                   | Алекс                             |
| 2021—2023 | с | Тінь та кістка               | Shadow and Bone            | Мал Орецев (16 епізодів)          |
| 2022      | ф | Морбіус                      | Morbius                    | Боббі                             |
| 2022      | ф | Кетрін, на прізвисько Пташка | Catherine Called Birdy     | Едвард                            |
| 2022      | ф | Пиво зі смаком дружби        | The Greatest Beer Run Ever | Томмі Коллінз                     |
| 2023      | ф | Інша Зої                     | The Other Zoey             | Майлз Макларен                    |
| 2024      | с | Пристань                     | The Jetty                  | Саймон «Хітч» Хітчсон (4 епізоди) |
| 2024      | ф | Підвищення                   | Upgraded                   | Вільям                            |
| 2024      | ф | Чужий: Ромул                 | Alien: Romulus             | Тайлер                            |